# Hirobo
La Hirobo Electric Corporation (ヒロボー株式会社 Hirobō kabushiki-gaisha) è un'azienda giapponese di modellismo dinamico.

## Storia
Fa parte del gruppo Hirobo Limited, fondato nell'ottobre 1949 ad Hiroshima come Hiroshima Spinner Limited. Inizialmente l'azienda produceva macchinari per il settore tessile. Nel giugno 1957, l'azienda entra in partnership con Nichibo Co. creando la Hiroshima Synthetic Fiber Spinners Limited, oggi conosciuta come Unitika Limited. Il nome cambia in Hirobo Limited nel gennaio del 1970. Nell'ottobre 1972 viene creata la divisione di stampaggio plastica e nell'aprile 1973 la divisione di elettronica, la Hirobo Electric Corporation. La produzione di radiocomandi per modellismo nel luglio dello stesso anno. Dall'ottobre del 1977 l'azienda abbandona completamento il settore tessile. Nel giugno 1982 la sede viene stabilita al Motoyama Industrial Complex nella città di Fuchū. Nel 1983, Hirobo tenta di entrare nel mondo auto in scala 1/10, 4WD buggies ma con scarso successo. Nel novembre 1988 inizia la produzione di elicotteri con il modello industriale "R-50". Nell'aprile 1989 viene creata la Chugoku Skytec Inc. (Hiroshima Skytec Inc.).

## Prodotti
La Hirobo è conosciuta per i suoi elicotteri, in particolare le riproduzioni di grosse dimensioni come la scala 1:3,5 molto fedeli agli originali. Inoltre la divisione elettronica e la divisione stampaggio plastica lavorano per conto terzi.

## Divisioni
- Hirobo Limited
  - Hirobo Limited Model Enterprise
- Hirobo Electric Corporation